# Ed Stelmach

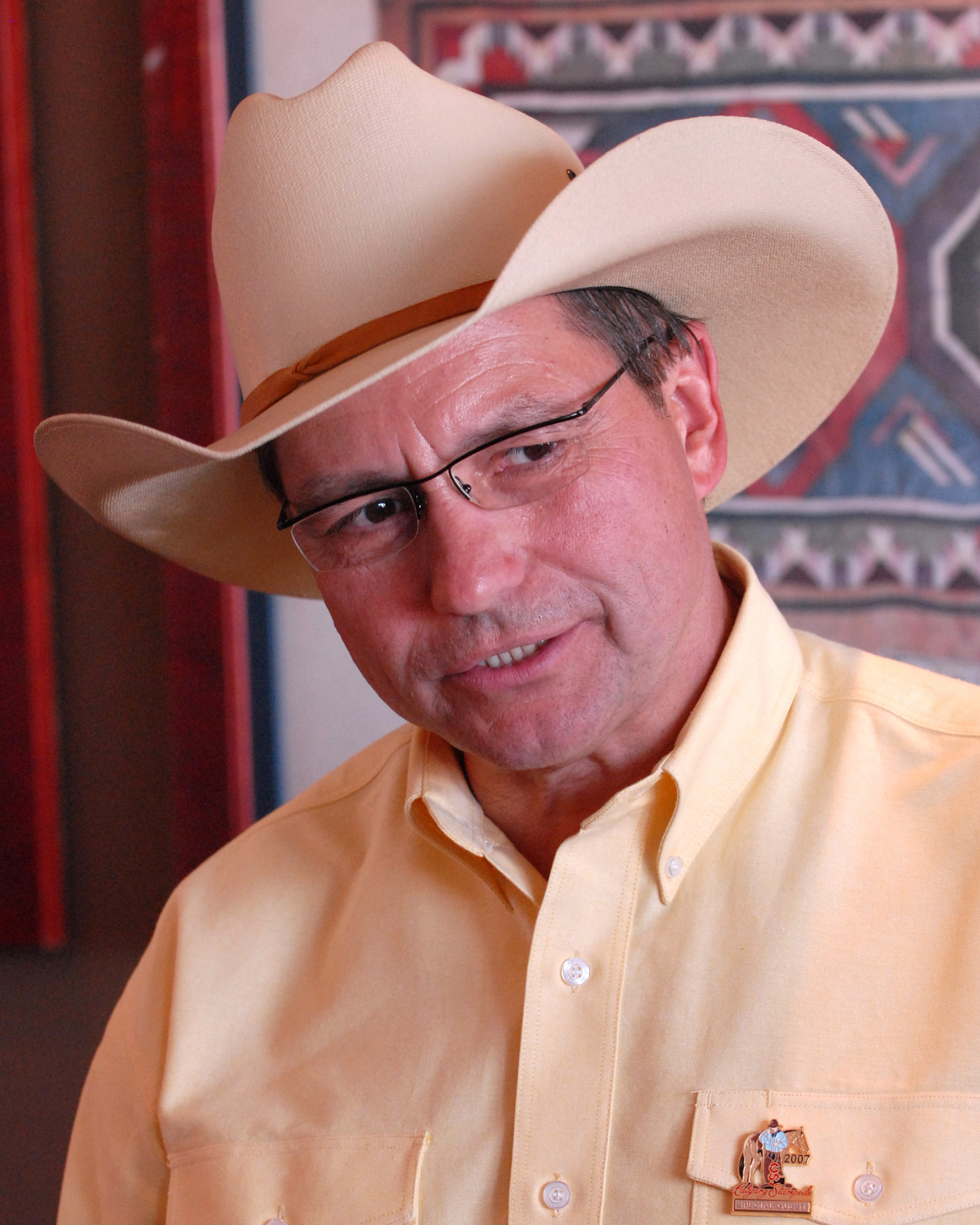
Ed Stelmach (2007)

Edward („Ed“) Michael Stelmach [ˈstɛlmæk] (* 11. Mai 1951 in Lamont, Alberta) ist ein kanadischer Politiker und Landwirt. Vom 14. Dezember 2006 bis zum 7. Oktober 2011 war er Premierminister der Provinz Alberta und der erste kanadische Regierungschef ukrainischer Herkunft. Während dieser Zeit war er auch Parteivorsitzender der Progressive Conservative Association of Alberta. Im Kabinett seines Vorgängers Ralph Klein stand er mehreren Ministerien vor. Abgeordneter in der Legislativversammlung von Alberta war er von 1993 bis 2012.

## Lokal- und Provinzpolitik
Das jüngste von fünf Kindern wuchs auf dem Bauernhof bei Larmont auf, den seine aus der Ukraine eingewanderten Großeltern 1898 errichtet hatten. Er hatte eigentlich vor, an der University of Alberta Recht zu studieren, doch 1973 übernahm er nach einem Todesfall in der Familie zusammen mit seiner Ehefrau Marie den Hof. Neben seiner Haupttätigkeit als Landwirt war Stelmach ab 1987 auch in der Lokalpolitik aktiv. Er gehörte dem Bezirksrat von Lamont County an und wurde 1988 zum Bezirksvorsteher gewählt. Hinzu kamen verschiedene Ämter in lokalen und regionalen Kommissionen.
Im Juni 1993 kandidierte Stelmach im Wahlkreis Vegreville-Viking für einen Sitz in der Legislativversammlung von Alberta. Er wurde auf Anhieb gewählt und übernahm die Rolle des Whip seiner Fraktion. Nach seiner Wiederwahl im März 1997 ernannte ihn Ralph Klein zum Minister für Landwirtschaft, Ernährung und ländliche Entwicklung. Ab 1999 war er Minister für Infrastruktur, ab 2001 Minister für Verkehrswesen.
Ab 2004 vertrat Stelmach den neu geschaffenen Wahlkreis Fort Saskatchewan-Vegreville und wurde im selben Jahr zum Minister für Außenbeziehungen ernannt. Nachdem Ralph Klein im März 2006 seinen baldigen Rücktritt angekündigt hatte, kandidierte Stelmach für den Vorsitz der Progressive Conservative Association of Alberta. Wie alle anderen Kandidaten gab er im Juni 2006 seinen Ministerposten auf. Beim ersten Wahlgang am 25. November erreichte er den dritten Platz, setzte sich aber am 2. Dezember im zweiten Wahlgang knapp durch.

## Premierminister
Am 14. Dezember 2006 wurde Stelmach von Vizegouverneur Norman Kwong zum neuen Premierminister ernannt. Unmittelbar nach Amtsantritt verringerte er die Anzahl der Ministerien von 24 auf 18. Die Opposition warf Stelmach vor, die Provinz lediglich zu verwalten, anstatt zu regieren und – entgegen seinen Wahlversprechen – die Politik seines Vorgängers mehr oder weniger unverändert fortzuführen. Insbesondere die Umweltpolitik stieß auf Kritik, nachdem die Regierung im Januar 2008 beschlossen hatte, den Ausstoß von Treibhausgasen bis 2050 um lediglich 14 % zu verringern. Stelmach argumentierte, die Rolle Albertas als Erdöl-Hauptversorger für alle anderen Provinzen rechtfertige höhere Emissionen. Drei Monate zuvor waren die Gebühren für die Nutzung der natürlichen Ressourcen durch Energiekonzerne um einen Fünftel erhöht worden.
Stelmach kündigte am 4. Februar 2008 Neuwahlen an. Diese fanden am 3. März statt und ergaben einen erneuten Wahlsieg der Progressiv-Konservativen, die mehr als die Hälfte der Stimmen auf sich vereinen konnten. Allerdings war die Wahlbeteiligung von 41 % die geringste in der Geschichte Albertas. Auch Alberta blieb nicht von den Auswirkungen der Rezession der 2000er Jahre verschont und die Regierung musste zweimal in Folge ein Budget mit einem Ausgabenüberschuss präsentieren, was parteiintern zu Spannungen führte. Eine weitere Herausforderung war der wachsende Einfluss der rechtspopulistischen Wildrose Party. Die Progressiv-Konservativen verloren im September 2009 eine Nachwahl in Calgary und im Januar 2010 liefen zwei Abgeordnete zur Wildrose Party über, die in Meinungsumfragen zur Regierungspartei aufschloss. Zahlreiche Beobachter führten dies auf Stelmachs Unvermögen zurück, eine klare Vision für die Provinz zu präsentieren.
Die Spannungen innerhalb der Partei nahmen zu, als Stelmach verkündete, dass Alberta erst wieder 2012/13 ein Einnahmenplus aufweisen werde. Er sah sich mit einer möglichen Spaltung seines Kabinetts konfrontiert, als Finanzminister Ted Morton mit seinem Rücktritt drohte. Am 25. Januar 2011 gab Stelmach überraschend bekannt, dass er bei den nächsten Wahlen nicht mehr antreten werde und im Verlaufe des Jahres den Parteivorsitz abgeben werde. Mit der Bekanntgabe seines Rücktrittsdatums ließ er sich bis im Juni Zeit. Alison Redford wurde am 2. Oktober 2011 zur neuen Parteivorsitzenden gewählt, woraufhin Stelmach fünf Tage später das Amt des Regierungschefs abtrat. Parlamentsabgeordneter blieb er bis zum 23. April 2012.

## Ehrungen
Stelmach erhielt zahlreiche Orden und Ehrungen. Darunter:
- 2008 Orden des Fürsten Jaroslaw des Weisen 3. Klasse[9]
- 2020 Alberta Order of Excellence